# European Le Mans Series à Donington 2001
Les 2 Heures 45 de Donington 2001, disputé sur le 14 avril 2001 au Donington Park est la troisième manche de l'American Le Mans Series 2001 et la deuxième manche de l'European Le Mans Series 2001.

## Course
Voici le classement provisoire au terme de la course.
- Les vainqueurs de chaque catégorie sont signalés par un fond jauni.
- Pour la colonne Pneus, il faut passer le curseur au-dessus du modèle pour connaître le manufacturier de pneumatiques.

| Pos.   | Classe | N° | Écurie                                | Pilotes                                      | Châssis                   | Pneus | Tours |
| Pos.   | Classe | N° | Écurie                                | Pilotes                                      | Moteur                    | Pneus | Tours |
| ------ | ------ | -- | ------------------------------------- | -------------------------------------------- | ------------------------- | ----- | ----- |
| 1      | LMP900 | 1  | Audi Sport Team Joest                 | Tom Kristensen Rinaldo Capello               | Audi R8                   | M     | 115   |
| 1      | LMP900 | 1  | Audi Sport Team Joest                 | Tom Kristensen Rinaldo Capello               | Audi 3.6L Turbo V8        | M     | 115   |
| 2      | LMP900 | 2  | Audi Sport Team Joest                 | Frank Biela Emanuele Pirro                   | Audi R8                   | M     | 114   |
| 2      | LMP900 | 2  | Audi Sport Team Joest                 | Frank Biela Emanuele Pirro                   | Audi 3.6L Turbo V8        | M     | 114   |
| 3      | LMP900 | 7  | Johansson Motorsport Arena Motorsport | Stefan Johansson Guy Smith                   | Audi R8                   | M     | 114   |
| 3      | LMP900 | 7  | Johansson Motorsport Arena Motorsport | Stefan Johansson Guy Smith                   | Audi 3.6L Turbo V8        | M     | 114   |
| 4      | LMP900 | 72 | Pescarolo Sport                       | Jean-Christophe Boullion Laurent Redon       | Courage C60               | M     | 111   |
| 4      | LMP900 | 72 | Pescarolo Sport                       | Jean-Christophe Boullion Laurent Redon       | Peugeot A32 3.2L Turbo V6 | M     | 111   |
| 5      | LMP900 | 8  | Westward Racing                       | Jay Cochran Peter Boss (en)                  | Panoz LMP-1 Roadster-S    | A     | 106   |
| 5      | LMP900 | 8  | Westward Racing                       | Jay Cochran Peter Boss (en)                  | Élan 6L8 6.0L V8          | A     | 106   |
| 6      | LMP900 | 51 | Panoz Motorsports                     | Gualter Salles (en) Klaus Graf               | Panoz LMP07               | M     | 106   |
| 6      | LMP900 | 51 | Panoz Motorsports                     | Gualter Salles (en) Klaus Graf               | Élan (Zytek) 4.0L V8      | M     | 106   |
| 7      | LMP675 | 21 | Rowan Racing                          | Martin O'Connell Warren Carway               | Pilbeam (en) MP84         | A     | 105   |
| 7      | LMP675 | 21 | Rowan Racing                          | Martin O'Connell Warren Carway               | Nissan (AER) VQL 3.0L V6  | A     | 105   |
| 8      | LMP900 | 50 | Panoz Motorsports                     | Jan Magnussen David Brabham                  | Panoz LMP07               | M     | 104   |
| 8      | LMP900 | 50 | Panoz Motorsports                     | Jan Magnussen David Brabham                  | Élan (Zytek) 4.0L V8      | M     | 104   |
| 9      | GTS    | 41 | Ray Mallock Ltd. (RML)                | Bruno Lambert Ian McKellar Jr.               | Saleen S7-R               | D     | 102   |
| 9      | GTS    | 41 | Ray Mallock Ltd. (RML)                | Bruno Lambert Ian McKellar Jr.               | Ford 7.0L V8              | D     | 102   |
| 10     | GT     | 23 | Alex Job Racing                       | Lucas Luhr Sascha Maassen                    | Porsche 911 GT3 RS        | M     | 102   |
| 10     | GT     | 23 | Alex Job Racing                       | Lucas Luhr Sascha Maassen                    | Porsche 3.6L Flat-6       | M     | 102   |
| 11     | GT     | 22 | Alex Job Racing                       | Randy Pobst (en) Christian Menzel            | Porsche 911 GT3 RS        | M     | 102   |
| 11     | GT     | 22 | Alex Job Racing                       | Randy Pobst (en) Christian Menzel            | Porsche 3.6L Flat-6       | M     | 102   |
| 12     | GTS    | 26 | Konrad Team Saleen                    | Oliver Gavin Franz Konrad                    | Saleen S7-R               | G     | 99    |
| 12     | GTS    | 26 | Konrad Team Saleen                    | Oliver Gavin Franz Konrad                    | Ford 7.0L V8              | G     | 99    |
| 13     | GT     | 60 | P.K. Sport                            | Mike Youles Robin Liddell                    | Porsche 911 GT3 RS        | D     | 98    |
| 13     | GT     | 60 | P.K. Sport                            | Mike Youles Robin Liddell                    | Porsche 3.6L Flat-6       | D     | 98    |
| 14     | GT     | 52 | Seikel Motorsport                     | Johnny Mowlem Tony Burgess                   | Porsche 911 GT3 RS        | Y     | 97    |
| 14     | GT     | 52 | Seikel Motorsport                     | Johnny Mowlem Tony Burgess                   | Porsche 3.6L Flat-6       | Y     | 97    |
| 15     | GT     | 69 | Kyser Racing                          | Kye Wankum Joe Foster                        | Porsche 911 GT3 R         | D     | 96    |
| 15     | GT     | 69 | Kyser Racing                          | Kye Wankum Joe Foster                        | Porsche 3.6L Flat-6       | D     | 96    |
| 16     | GT     | 65 | Paco Orti Racing                      | Jésus Diez de Villarroel Paco Orti           | Porsche 911 GT3 R         | D     | 96    |
| 16     | GT     | 65 | Paco Orti Racing                      | Jésus Diez de Villarroel Paco Orti           | Porsche 3.6L Flat-6       | D     | 96    |
| 17     | GT     | 53 | Seikel Motorsport                     | Luca Drudi Gabrio Rosa                       | Porsche 911 GT3 RS        | Y     | 95    |
| 17     | GT     | 53 | Seikel Motorsport                     | Luca Drudi Gabrio Rosa                       | Porsche 3.6L Flat-6       | Y     | 95    |
| 18     | GT     | 63 | Noël del Bello                        | Marc Sourd Georges Forgeois Patrick Caternet | Porsche 911 GT3 R         | D     | 92    |
| 18     | GT     | 63 | Noël del Bello                        | Marc Sourd Georges Forgeois Patrick Caternet | Porsche 3.6L Flat-6       | D     | 92    |
| 19 DNF | GT     | 61 | P.K. Sport                            | Mark Humphrey Piers Masarati                 | Porsche 911 GT3 R         | D     | 82    |
| 19 DNF | GT     | 61 | P.K. Sport                            | Mark Humphrey Piers Masarati                 | Porsche 3.6L Flat-6       | D     | 82    |
| 20 DNF | GT     | 42 | BMW Motorsport Team Schnitzer         | J.J. Lehto Jörg Müller                       | BMW M3 GTR                | M     | 81    |
| 20 DNF | GT     | 42 | BMW Motorsport Team Schnitzer         | J.J. Lehto Jörg Müller                       | BMW 4.0L V8               | M     | 81    |
| 21     | LMP900 | 6  | Team PlayStation Oreca                | Olivier Beretta Yannick Dalmas               | Chrysler LMP              | M     | 77    |
| 21     | LMP900 | 6  | Team PlayStation Oreca                | Olivier Beretta Yannick Dalmas               | Mopar 6.0L V8             | M     | 77    |
| 22 DNF | GT     | 43 | BMW Motorsport Team Schnitzer         | Fredrik Ekblom Dirk Müller                   | BMW M3 GTR                | M     | 45    |
| 22 DNF | GT     | 43 | BMW Motorsport Team Schnitzer         | Fredrik Ekblom Dirk Müller                   | BMW 4.0L V8               | M     | 45    |
| 23 DNF | LMP900 | 3  | Team Ascari                           | Werner Lupberger (en) Ben Collins            | Ascari A410 (en)          | G     | 35    |
| 23 DNF | LMP900 | 3  | Team Ascari                           | Werner Lupberger (en) Ben Collins            | Judd GV4 4.0L V10         | G     | 35    |
| 24 DNF | GT     | 64 | Sebah Automotive                      | Stephen Earle (en) Hugh Hayden               | Porsche 911 GT3 R         | A     | 25    |
| 24 DNF | GT     | 64 | Sebah Automotive                      | Stephen Earle (en) Hugh Hayden               | Porsche 3.6L Flat-6       | A     | 25    |
| 25 DNF | LMP675 | 5  | Dick Barbour Racing                   | Didier de Radigues Eric van de Poele         | Reynard 01Q               | G     | 24    |
| 25 DNF | LMP675 | 5  | Dick Barbour Racing                   | Didier de Radigues Eric van de Poele         | Judd GV675 3.4L V8        | G     | 24    |

## Statistiques
- Pole Position - #1 Audi Sport Team Joest - 1:22.122
- Record du tour - #1 Audi Sport Team Joest
- Distance - 462.3 km
- Vitesse moyenne - 167.34 km/h